# آل طيوز (لودر)

تعديل مصدري - تعديل

آل طيوز هي إحدى قرى عزلة زارة بمديرية لودر التابعة لمحافظة أبين، بلغ تعداد سكانها 77 نسمة حسب تعداد اليمن لعام 2004.